# الشقير (الحد)

تعديل مصدري - تعديل

الشقير هي إحدى قرى عزلة الحد بمديرية الحد التابعة لمحافظة لحج، بلغ تعداد سكانها 120 نسمة حسب تعداد اليمن لعام 2004.